# Interação entre domínios
A interação entre domínios (também conhecida como jogo de quadros) é um conceito criado por Régine Douady em que a aprendizagem deve ocorrer com problemas que envolvam a interação entre pelo menos dois domínios. Por exemplo, em Matemática, podem ser considerados como domínios os ramos da mesma, como a álgebra, a geometria, a combinatória, entre outros. Deste modo, um conceito como função pode ser melhor aprofundado em determinado problema sob as perspectivas tanto da álgebra, como da geometria e da teoria dos conjuntos.